# Нермін Нікшич
Нермін Нікшич (босн. Nermin Nikšić; нар. 27 грудня 1960, Коніц) — боснійський політик, прем'єр-міністр Федерації Боснії і Герцеговини.

## Біографія
Він отримав початкову і середню освіту в рідному місті. Закінчив юридичний факультет Університету Мостара у 1986.
З 1988 року працював в Коніці службовцем у сфері містобудування, будівництва та житлово-комунального господарства, інспектором громадського харчування та ринку. З 1990 до 1992 року був керівником інспекції.
У 1993 році Нікшич приєднався до Соціал-демократичної партії Боснії і Герцеговини. Рік по тому він став головою СДП в Коніці. Під час Боснійської війни він служив заступником командира 7-ї бригади з правової роботи та заступником командира 43-ї бригади з етики Армії Республіки Боснії і Герцеговини.
З 1995 по 1998 він був віце-президентом Виконавчого комітету муніципалітету Konjic, а з 1998 до 2000 року він був керівником Головного управління житлово-комунального господарства та інспекціях. У 2000 році він був призначений заступником мера Коніца, але незабаром він подав у відставку, так як він став членом Палати представників Боснії і Герцеговини. З 2002 по 2006 роки був віце-президентом в клубу СДП в парламенті. У 2004 Нікшич став головою СДП в Герцеговинсько-Неретванському кантоні. У листопаді 2006 року він став головою парламентського клубу СДП. У січні 2007 року Нікшич став генеральним секретарем СДП БіГ.
У березні 2011 року, після короткої політичної кризи в Боснії і Герцеговині, він був обраний прем'єр-міністром Федерації Боснії і Герцеговини. Політична криза стався після виборів, коли основні партії були неспроможні домовитись про створення нового уряду.
Босняк. Одружений, має доньку і сина.